# Andrzej Kobyliński (duchowny)
Andrzej Kobyliński (ur. 12 listopada 1965 w Przasnyszu) – polski duchowny rzymskokatolicki, filozof, etyk, doktor habilitowany nauk humanistycznych, profesor nadzwyczajny Uniwersytetu Kardynała Stefana Wyszyńskiego w Warszawie.

## Życiorys
Urodził się 12 listopada 1965 r. w Przasnyszu. W 1984 r. ukończył w tym mieście Liceum Ogólnokształcące im. Komisji Edukacji Narodowej.
W latach 1984–1986 studiował na Wydziale Handlu Zagranicznego Szkoły Głównej Planowania i Statystyki w Warszawie (obecnie Szkoła Główna Handlowa). W latach 1986–1992 odbył studia filozoficzno-teologiczne w Wyższym Seminarium Duchownym w Płocku oraz na Wydziale Teologii Katolickiego Uniwersytetu Lubelskiego. Święcenia kapłańskie przyjął 13 czerwca 1992.
W latach 1992–1993 studiował na Wydziale Języka i Kultury Włoskiej Uniwersytetu dla Cudzoziemców (Università per Stranieri) w Perugii. W latach 1993–1998 studiował na Wydziale Filozofii Papieskiego Uniwersytetu Gregoriańskiego (Pontificia Università Gregoriana) w Rzymie.
W 1998 uzyskał stopień doktora nauk humanistycznych w dyscyplinie filozofia na Wydziale Filozofii Papieskiego Uniwersytetu Gregoriańskiego w Rzymie.
W latach 1998–2011 był wykładowcą i wychowawcą w Wyższym Seminarium Duchownym w Płocku. W latach 1999–2004 pełnił w tej uczelni funkcję prorektora ds. wychowawczych.
Od 1999 r. jest związany z Instytutem Filozofii Uniwersytetu Kardynała Stefana Wyszyńskiego w Warszawie.
W 2015, uchwałą Rady Wydziału Filozofii Chrześcijańskiej UKSW, uzyskał stopień doktora habilitowanego w dziedzinie nauk humanistycznych w dyscyplinie naukowej filozofia, specjalność etyka.
Główne kierunki badań: filozofia współczesna, relacja chrześcijaństwa do nowożytności, współczesne zagadnienia bioetyczne, filozoficzne podstawy praw człowieka, wolność religijna i świeckość państwa, pentekostalizacja chrześcijaństwa, nihilizm i etyka postmetafizyczna, współczesna filozofia włoska.